# 857
Évszázadok: 8. század – 9. század – 10. század
Évtizedek: 800-as évek – 810-es évek – 820-as évek – 830-as évek – 840-es évek – 850-es évek – 860-as évek – 870-es évek – 880-as évek – 890-es évek – 900-as évek
Évek: 852 – 853 – 854 – 855 –  856 – 857 – 858 – 859 – 860 – 861 – 862

## Események

### Európa
- A 17 éves III. Mikhaél bizánci császár egy ciprusi kolostorba záratja anyját, Theodórát, valamint nővéreit. Ignatiosz pátriárka nem hajlandó jóváhagyni a császárné erőszakos apácává szentelését, ezért Mikhaél (nagybátyja, Bardasz nyomására) leváltja őt hivatalából. A következő évben Bardasz bizalmasát, Phótioszt választják Konstantinápoly pátriárkájává.
- Erispoe breton herceget unokatestvére, a Kopasz Károly frank király által támogatott Salomon egy templom oltáránál meggyilkolja, majd elbitorolja a trónját.
- A vikingek a Szajna és a Loire mentén fosztogatnak, kirabolják Poitiers-t és váltságdíjat szednek Párizs megkíméléséért.
- A xanteni krónika szerint a Rajna völgyében sok ezren betegedtek és haltak meg, mert anyarozs keveredett a gabonába.

### Korea
- Meghal Munszong, Silla királya. Utóda nagybátyja, Honan.
- Meghal Te Idzsin, Palhe királya. Utóda Te Gonhvang.

## Születések
- Cshö Cshivon, koreai költő és filozófus

## Halálozások
- Erispoe, breton herceg
- Juhanna ibn Maszavaih, perzsa orvos
- Munszong, sillai király
- Zirjab, arab költő

## Fordítás
- Ez a szócikk részben vagy egészben  a(z)   857 című angol Wikipédia-szócikk ezen változatának fordításán alapul.  Az eredeti cikk szerkesztőit annak laptörténete sorolja fel. Ez a jelzés csupán a megfogalmazás eredetét és a szerzői jogokat jelzi, nem szolgál a cikkben szereplő információk forrásmegjelöléseként.